# Верхвис-Миндори
Верхвис-Миндори (груз. ვერხვის მინდორი) — село в Грузии, в муниципалитете Лагодехи края Кахетия. 

## География
Село расположено в восточной части края, в 21 километре по прямой к юго-западу от центра муниципалитета Лагодехи. Высота центра — 240 метров над уровнем моря.

## Население
По данным переписи населения 2014 года, в селе проживало 156 человек.
| Год  | Население | Мужчины | Женщины |
| ---- | --------- | ------- | ------- |
| 2002 | 256       | 127     | 129     |
| 2014 | 156       | 75      | 81      |